# Estação Tchékhovskaia
Tchékhovskaia (em russo:  Чеховская) é uma das estações da linha Serpukhovsko-Timiriasevskaia (Linha 9) do Metro de Moscovo, na Rússia. Estação «Tchékhovskaia» está localizada entre as estações «Borovitskaia» e «Tsvetnoi Bulhvar».